# FK Viktoria Žižkov

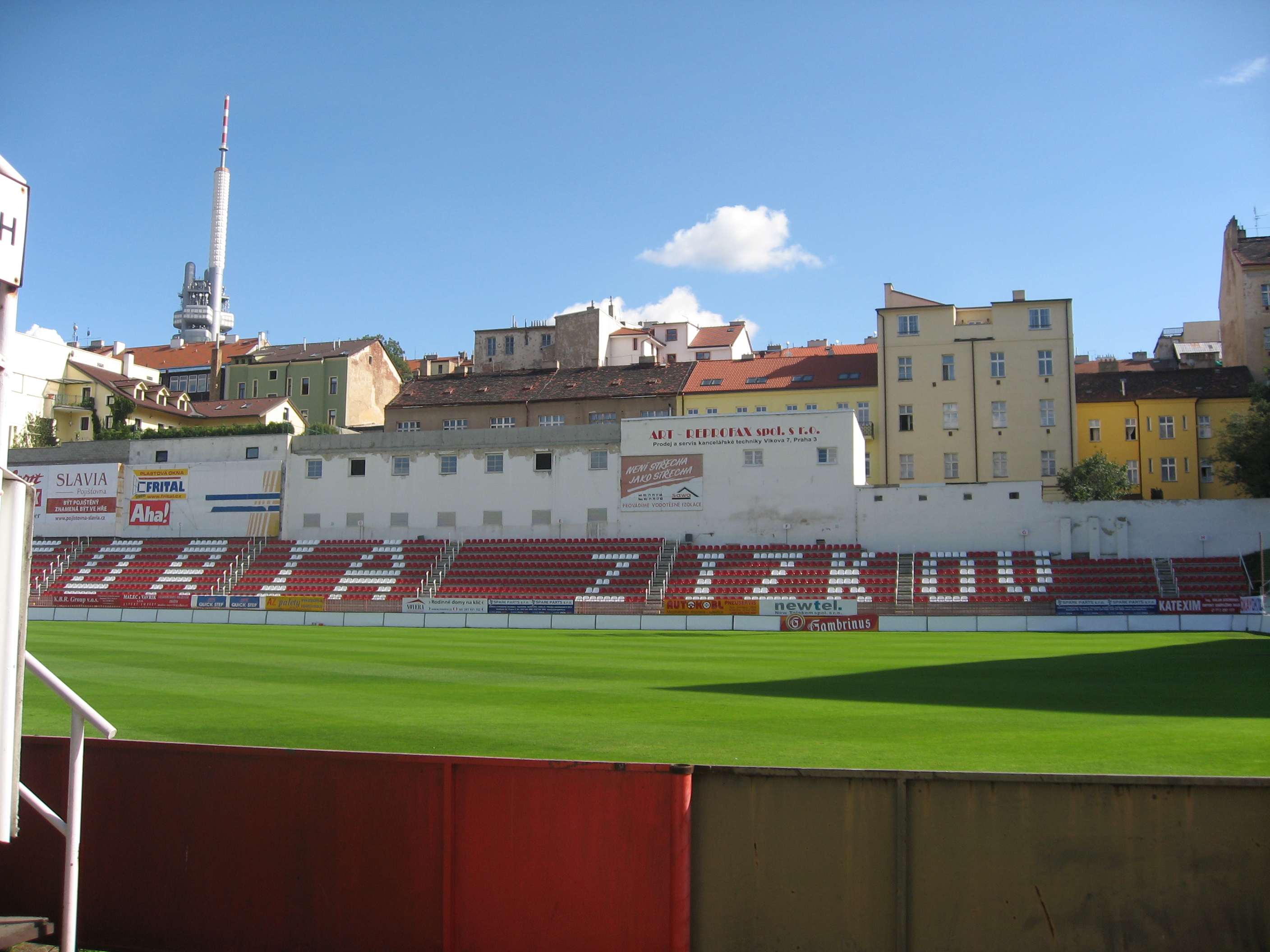
Viktoria Stadion

Az FK Viktoria Žižkov az egyik legidősebb cseh labdarúgócsapat, székhelyük Prágában van.
Hazai mérkőzéseit az 5600 fő befogadására alkalmas FK Viktoria Stadionban játssza.

## Történelem
A klubot 1903-ban alapítottá Žižkov városában (1922-től Prága városrésze). A csapat legnagyobb sikerét a két világháború közötti időszakban érte el. 1928-ban megnyerte a csehszlovák bajnokságot, majd rá egy évre második helyen végzett. A csehszlovák kupát hét alkalommal: (1913, 1914, 1916, 1921, 1929, 1933, 1940) hódította el. A korszak harmadik legeredményesebb csehszlovák csapatának számított egészen 1948-ig. Kiesett a bajnokságból és 1993-ban tért vissza az első osztályba, de ekkor már a cseh bajnokságba, ugyanis a szlovák csapatok a különválást követően saját ligában indultak. 1993 és 2003 között ismét sikerkorszak következett a csapat életében. 1994-ben és 2001-ben megnyerte a Cseh kupát. Négy alkalommal indulhatott nemzetközi kupákban. Kétszer harmadik helyen végzett a bajnokságban (2002, 2003).
A 2002–2003-as UEFA-kupában a Glasgow Rangers együttesét ejtette ki egy a hosszabbításban szerzett idegenben lőtt góllal.
2004-ben a gyenge eredmények következtében, a bajnoki idény végén kiesett a másodosztályba és a 2006/07-es szezon után tért vissza az elsőbe. Ekkor bajnoki címet szerzett a másodosztályban. 2009-ben aztán ismét kiesett és rá két évre 2011-ben sikerült visszajutnia a legjobbak közé.

## Csapatnevek
Az FK Viktoria Žižkov elnevezései az évek során a következőképp alakultak:
- 1903 – Sportovní kroužek Viktoria Žižkov
- 1904 – SK Viktoria Žižkov
- 1950 – Sokol Viktoria Žižkov
- 1951 – Sokol ČSAD Žižkov
- 1952 – A klub egyesült az Avia Čakovice csapatával
- 1952 – TJ Slavoj Žižkov
- 1965 – TJ Viktoria Žižkov
- 1973 – TJ Viktoria Žižkov Strojimport
- 1982 – TJ Viktoria Žižkov PSO
- 1992 – FK Viktoria Žižkov

## Sikerei
- Csehszlovák bajnokság:
  - 1. hely (1): 1927/28
- Csehszlovák bajnokság:
  - 2. hely (2): 1928/29
- Csehszlovák kupa:
  - 1. hely (7): 1913, 1914, 1916, 1921, 1929, 1933, 1940
- Csehszlovák kupa:
  - 2. hely (2): 1919, 1920
- Cseh bajnokság:
  - 3. hely (2): 2001/02, 2002/03
- Cseh másodosztály:
  - 1. hely (1): 2006/07
- Cseh másodosztály:
  - 2. hely (1): 2010/11
- Cseh kupa:
  - 1. hely (2): 1994, 2001
- Cseh kupa:
  - 2. hely (1): 1995

## Európai kupákban való szereplés
| Szezon  | Kiírás    | Forduló       | Nemz.      | Ellenfél           | Eredmény          |
| ------- | --------- | ------------- | ---------- | ------------------ | ----------------- |
| 1994/95 | KEK       | Selejtező kör | SWE        | IFK Norrköping     | 4:3 (1:0, 3:3)    |
|         |           | 1. kör        | ENG        | Chelsea FC         | 2:4 (2:4, 0:0)    |
| 2001/02 | UEFA-kupa | 1st Round     | Ausztria   | FC Tirol Innsbruck | 0:1 (0:0, 0:1)    |
| 2002/03 | UEFA-kupa | Selejtezőkör  | San Marino | SP Domagnano       | 5:0 (2:0, 3:0)    |
|         |           | 1. kör        | SCO        | Glasgow Rangers    | 3:3 (2:0, 1:3 PP) |
|         |           | 2. kör        | ESP        | Real Betis         | 0:4 (0:1, 0:3)    |
| 2003/04 | UEFA-kupa | Selejtezőkör  | KAZ        | Asztana-64 FK      | 6:1 (3:0, 3:1)    |
|         |           | 1. kör        | DEN        | Brøndby IF         | 0:2 (0:1, 0:1)    |

Riválisok:https://hu.wikipedia.org/wiki/SK_Kladno ,https://hu.wikipedia.org/wiki/Bohemians_Praha_1905

## Keret
https://www.fkvz.cz/soupiska.asp
| #  |     | Poszt | Név                                    |
| -- | --- | ----- | -------------------------------------- |
| 2  | POL | V     | Mateusz Slodowy                        |
| 3  | CZE | CS    | Tomáš Dočekal                          |
| 8  | SRB | KP    | Milos Radosavljevic                    |
| 10 | CZE | CS    | Richard Kalod                          |
| 11 | CZE | V     | Tomáš Procházka                        |
| 12 | CZE | V     | Pavel Čermák                           |
| 13 | HAI | V     | Kevin Lafrance (kölcsönben Baník Most) |
| 14 | CZE | KP    | Daniel Bartl                           |
| 17 | CZE | KP    | Petr Zapalač                           |
| 18 | CZE | V     | Marcel Šťastný                         |
| 20 | CZE | V     | Jaroslav Starý                         |
| 22 | CRO | KP    | Matej Sivrić                           |

| #  |     | Poszt | Név                                         |
| -- | --- | ----- | ------------------------------------------- |
| 23 | CZE | K     | Štěpán Kolář                                |
| 27 | CZE | K     | Premysl Kovar                               |
|    | CZE | K     | Martin Tichacek (kölcsönben Viktoria Plzeň) |
|    | CZE | V     | Michal Kropik                               |
|    | CZE | KP    | Jiří Valenta                                |
|    | CZE | V     | Petr Mares (kölcsönben Slavia Praha)        |
|    | CZE | V     | Lukas Hajnik                                |
|    | EST | V     | Kaarel Kiidron                              |
|    | EST | KP    | Siim Tenno                                  |
|    | CZE | KP    | Martin Kotyza                               |
|    | CZE | CS    | Vladimír Bálek                              |
|    | CZE | CS    | Lubos Tusjak (kölcsönben Slavia Praha)      |
|    | CZE | CS    | Jakub Hejret                                |

## Ismertebb játékosok
- Michal Bílek
- Petr Gabriel
- Ondřej Kušnír
- Karel Poborský
- Daniel Zítka

## Külső hivatkozások
https://www.fkvz.cz